# Filosofia de la música
La filosofia de la música és l'estudi de les «qüestions fonamentals sobre la naturalesa de la música i la nostra experiència amb ella». L'estudi filosòfic de la música té moltes connexions amb qüestions filosòfiques de metafísica i estètica. Algunes qüestions bàsiques de la filosofia de la música són:
- Quina és la definició de música? Quines són les condicions necessàries i suficients per classificar alguna cosa com a música?
- Quina relació hi ha entre la música i la ment?
- Quina relació hi ha entre música i llenguatge?
- Què ens revela la història de la música sobre el món?
- Quina connexió hi ha entre la música i les emocions?
- Què significa el significat en relació amb la música?

## Qüestions filosòfiques

### Definició de música
Les explicacions del concepte de música solen començar per la idea que la música és un so organitzat, bo i indicant que aquesta caracterització és massa àmplia, ja que hi ha molts exemples de so organitzat que no són música, com la parla humana, i els sons que produeixen animals i màquines. Hi ha moltes maneres diferents de denotar els aspectes fonamentals de la música més específics que el so, aspectes coneguts com la melodia (altura que es produeix de forma consecutiva), l'harmonia (altura per a formar acords), el ritme, la mètrica i el timbre (també anomenat «color» del so).
Això no obstant, la música noise pot consistir bàsicament en soroll. La música concreta sovint consisteix només en mostres sonores de naturalesa no musical, de vegades en juxtaposició aleatòria. La música ambient pot consistir en enregistraments de vida salvatge o naturalesa. L'eclosió d'aquestes formes de música avantguardista al segle xx va suposar un repte important per a les visions tradicionals de la música basades en melodies i ritmes, fet que va comportar l'elaboració de concepcions més àmplies.

### Música absoluta i música programàtica
Durant el romanticisme musical tardà a finals del segle xix, va haver-hi un intens debat sobre la música absoluta enfront de la música programàtica. Els defensors de la perspectiva de la música absoluta argumentaven que la música instrumental no transmet emocions ni imatges a l'oient. Van afirmar que la música no «explícita» no és representativa de res. La idea de la música absoluta es va desenvolupar a finals del segle xviii en els escrits d'autors del primer romanticisme alemany, com Wilhelm Heinrich Wackenroder, Ludwig Tieck i ETA Hoffmann.
Els defensors de la música programàtica creien que la música podia transmetre emocions i imatges. Un exemple de música programàtica és la Symphonie fantastique d'Hector Berlioz, en què el quart moviment és la representació del compositor de la història d'un artista fumador d'opi que després és executat. La majoria de l'oposició a la música instrumental absoluta provenia del compositor Richard Wagner i dels filòsofs Friedrich Nietzsche i Georg Wilhelm Friedrich Hegel. Les obres de Wagner eren principalment programàtiques i sovint utilitzaven vocalització, i afirmava que «allà on la música no pot arribar, hi arriba la paraula car la paraula és més alta que el to». Nietzsche va escriure molts comentaris aplaudint la música de Wagner i de fet ell mateix va ser un compositor aficionat.
Altres filòsofs romàntics i defensors de la música absoluta, com Johann Wolfgang von Goethe, van veure la música no només com un «llenguatge» humà subjectiu, sinó com un mitjà absolut transcendent per mirar cap a un àmbit superior de l'ordre i la bellesa. Alguns expressaven una connexió espiritual amb la música. A la part IV de la seva obra principal, El món com a voluntat i representació (1819), Arthur Schopenhauer afirma que «la música és la resposta al misteri de la vida. La més profunda de totes les arts, expressa els pensaments més profunds de la vida». A «Les etapes immediates de l'eròtic o l'eròtic musical», un capítol d'Enten-Eller (1843), Søren Kierkegaard examinà la profunditat de la música de Wolfgang Amadeus Mozart i la naturalesa sensual de Don Giovanni.

### Significat i finalitat
Al seu llibre How the Mind Works de 1997, Steven Pinker va batejar la música en qualitat d'auditory cheesecake, una frase que en els anys següents va servir de desafiament per als musicòlegs i psicòlegs que creien el contrari. Entre els que van notar aquesta commoció, hi va haver Philip Ball al seu llibre The Music Instinct on va assenyalar que la música sembla arribar fins al nucli del que significa ser humà: «Hi ha cultures al món on dir "jo no sóc musical" no tindria cap sentit», escriu Ball, «seria semblant a dir "no estic viu"». Ball suggereix que la música pot obtenir el seu poder emocional a través de la seva capacitat d'imitar la gent i potser la seva capacitat d'atraure rau en la capacitat de la música de crear una expectativa i després subvertir-la.

### Estètica de la música

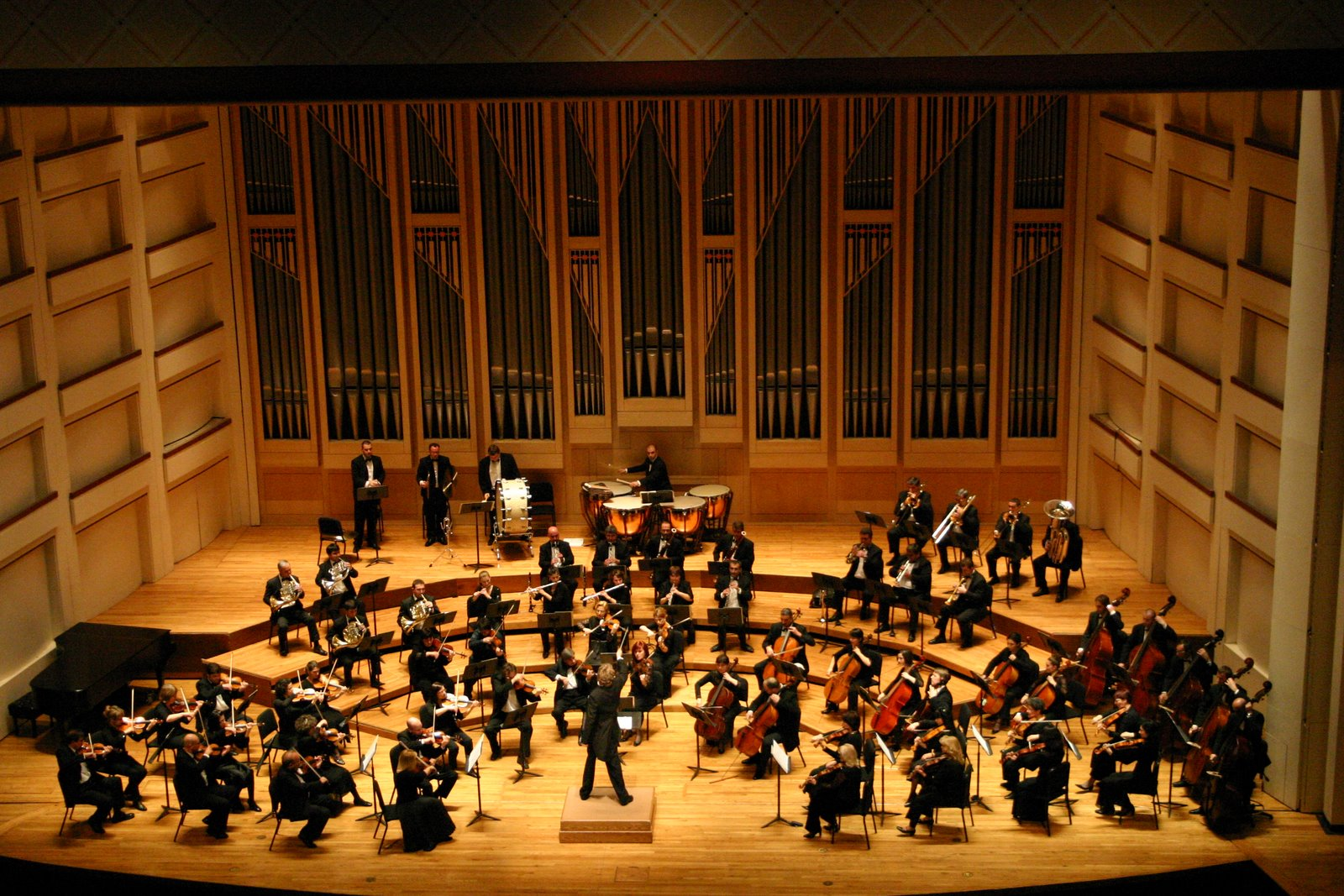
L'orquestra simfònica és el principal gran conjunt utilitzat en la música clàssica. Una obra per a orquestra, la Simfonia núm. 9 de Beethoven, ha estat considerada l'obra mestra suprema del cànon occidental.

En la tradició premoderna, l'estètica de la música explorava les dimensions matemàtiques i cosmològiques de l'organització rítmica i harmònica. Al segle xviii, l'atenció es va centrar en l'experiència d'escoltar música i, per tant, en la seva bellesa i el gaudi humà. L'origen d'aquest canvi filosòfic s'atribueix a Alexander Gottlieb Baumgarten al segle xviii, seguit de d'Immanuel Kant. A través de la seva escriptura, el terme grec aisthèsis, que significa «percepció sensorial», va rebre la seva connotació actual. En les darreres dècades, des de la filosofia s'ha tendit a subratllar altres qüestions a més de les relacionades amb la bellesa i el gaudi. Per exemple, la capacitat de la música per expressar emocions ha estat un tema central.
L'estètica és una subdisciplina de la filosofia. Al segle xx, Peter Kivy, Jerrold Levinson, Roger Scruton i Stephen Davies van fer-hi importants contribucions. Tanmateix, molts músics, crítics musicals i altres erudits han contribuït a l'estètica de la música. Al segle xix, va sorgir un debat significatiu entre el musicòleg Eduard Hanslick i el compositor Richard Wagner. Harry Partch i alguns altres musicòlegs, com Kyle Gann, han estudiat i intentat popularitzar el microtonalisme i l'ús d'escales musicals alternatives. A més, alguns compositors moderns com La Monte Young, Rhys Chatham i Glenn Branca van prestar explorar un sistema d'afinació anomenat temperament mesotònic.
Hi ha hagut una forta tendència en l'estètica de la música a subratllar la importància cabdal de l'estructura compositiva. Això no obstant, altres qüestions relacionades amb l'estètica de la música inclouen la lletra, l'harmonia, la hipnosi, l'emoció, la dinàmica temporal, la ressonància, el joc i el timbre.
Sovint es creu que la música té la capacitat d'afectar les nostres emocions, intel·lecte i psicologia, pot calmar la nostra soledat o incitar les nostres passions. El filòsof Plató suggereix a La República que la música té un efecte directe sobre l'ànima, per tant, proposa que en el règim ideal la música estaria estretament regulada per l'Estat (llibre VII).